# Yo, Picasso
Yo, Picasso (Português: Eu, Picasso), é uma pintura a óleo sobre tela de Pablo Picasso, que ele pintou em 1901. É um autorretrato do artista que o retrata na juventude, aos 19 anos. foi criado no início do Período azul de Picasso. Em 9 de maio de 1989, a pintura foi vendida na Sotheby's, atingindo um preço de US$ 47,85 milhões, tornando-se uma das pinturas mais caras vendidas até aquela data.

## Antecedentes
Este autorretrato de Picasso foi pintado em 1901, quando ele era um jovem de 19 anos que havia chegado recentemente a Paris. O ano foi um ponto significativo na carreira do artista, pois foi em junho daquele ano que a carreira de Picasso como artista foi lançada em sua primeira exposição na galeria de Ambroise Vollard. Na primavera de 1901, Picasso era um artista prolífico, pintando inúmeras telas, que produziu num estúdio em Montmartre. O ano também foi o início de seu Período Azul, fase caracterizada pela melancolia, tons azuis que dominaram sua obra. Este período foi influenciado pelo suicídio do amigo de Picasso, o pintor Carlos Casagemas, que deu um tiro na cabeça num café de Paris em fevereiro de 1901.

## Descrição
Yo, Picasso retrata o artista como ele aparece em sua juventude. A pintura é um retrato extravagante e colorido, que lembra Van Gogh, que retrata o artista vestindo uma camisa branca e uma gravata laranja brilhante em volta do pescoço, contra um fundo azul. O título da pintura deriva da inscrição feita por Picasso no canto superior esquerdo da pintura. Foi descrito como um "retrato arrogante do século 19" por Charles Darwent para o Independent. O Irish Times descreveu o retrato como "um dândi boêmio com cabelos grossos e uma aparência intensa". Picasso olha diretamente para o espectador "com suprema autoconfiança", ilustrada pela inscrição "YO" em grandes letras maiúsculas. Esta afirmação foi descrita como "desafiadora" pelo Evening Standard.